# Eka Zgouladze
Eka Zgouladze (in georgiano ეკატერინე ზღულაძე?, in ucraino Екатеріна Згуладзе?, talvolta Ekaterina Zgouladze-Glucksmann; Tbilisi, 18 giugno 1978) è una politica georgiana (dal 2016)  dopo essere stata cittadina sovietica (1978-1991), georgiana (1991-2014), quindi ucraina (dicembre 2014-maggio 2016). È stata Vice Ministro dell'Interno della Georgia dal 2005 al 2012 e Ministro dell'Interno ad interim dal luglio all'ottobre 2012. Dopo aver preso la nazionalità ucraina, è stata Vice Ministro dell'Interno dell'Ucraina dal dicembre 2014 al maggio 2016 nel Governo Jacenjuk II. Alla fine ha ripreso la cittadinanza georgiana.

## Biografia
Ekaterine Zguladze è nata a Tbilisi, la capitale dell'allora Georgia sovietica. Da ragazza si è definita lei stessa "turbolenta", in particolare dopo aver visto la represione della ribellione georgiana da parte delle truppe sovietiche nel 1989.. Ha studiato legge all'Università statale dell'Oklahoma, negli Stati Uniti, e poi ha proseguito gli studi nel suo paese natale laureandosi in giornalismo internazionale all'Università statale di Tbilisi.

## Carriera

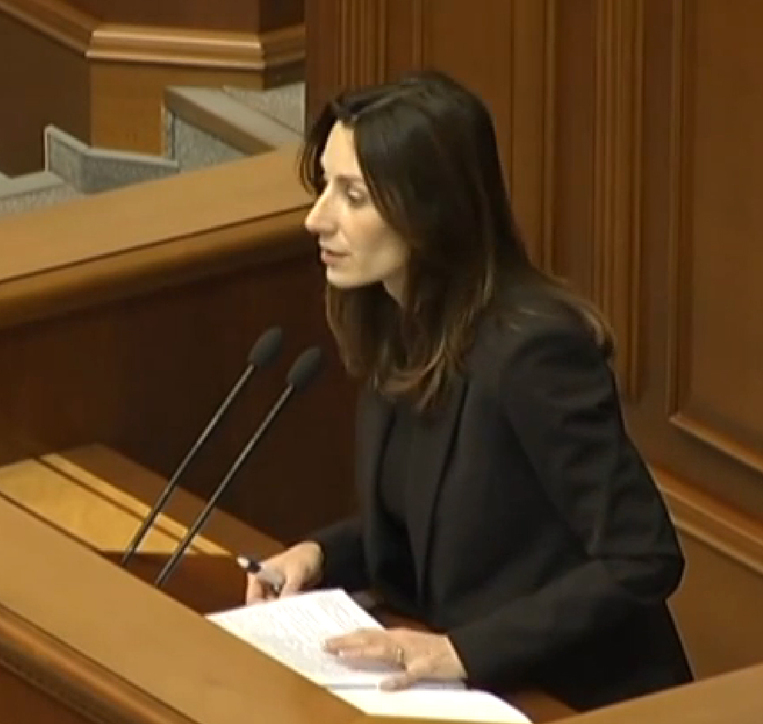
Eka Zgouladze alla Rada ucraina nel 2015

### In Georgia
Eka Zguladze ha lavorato per diverse organizzazioni internazionali con sede a Tbilisi e, dal 2004 al 2005, per l'agenzia di aiuti esteri degli Stati Uniti Millennium Challenge Corporation – Georgia. Su invito dell'allora ministro degli affari interni della Georgia, Ivane Merabishvili, Zguladze, allora 27enne, è diventata primo viceministro degli affari interni nell'amministrazione del presidente Mikheil Saakashvili nel maggio 2005. Dopo che il successore di Merabishvili, Bachana Akhalaia, si era dimesso in risposta a uno scandalo di abusi sui detenuti nella prigione di Gldani di Tbilisi il 19 settembre 2012, la Zguladze è stata nominata ministro ad interim degli affari interni e ha ricoperto questa posizione fino a quando l'opposizione - la coalizione Georgian Dream, vittoriosa alle elezioni parlamentari di ottobre - ha formato un nuovo governo il 25 ottobre 2012.  Era sposata con Raphaël Glucksmann, consigliere ufficiale di Mikheil Saakashvili. La coppia ha lasciato la Georgia nel 2012.
Durante i suoi incarichi nel ministero, la Zguladze ha contribuito a realizzare radicali riforme della polizia che hanno ottenuto elogi in Occidente. È stata portavoce del ministero su una serie di questioni, anche durante i negoziati con diplomatici stranieri, e ha informato i media durante i giorni tesi della guerra dell'agosto 2008 con la Russia. In un dispaccio diplomatico statunitense riservato del 2007 pubblicato da WikiLeaks, la Zguladze è stata descritta come "una burocrate instancabile... acuta, e talvolta leggermente tagliente, ben informata e forte nei dibattiti".

### In Ucraina
Il 17 dicembre 2014, la Zguladze è stata nominata primo viceministro degli affari interni dell'Ucraina. All'inizio di quel mese, il presidente dell'Ucraina Petro Porošenko le ha concesso la cittadinanza ucraina per renderla idonea alla carica. È il secondo ex funzionario georgiano, dopo Alexander Kvitashvili, nominato a una posizione del governo ucraino nel 2014. Sui suoi piani per la riforma della polizia ha dichiarato: "Non stiamo producendo cambiamenti estetici ma un nuovissimo sistema di applicazione della legge". Il 5 luglio 2015, 2.000 nuove pattuglie della polizia hanno sostituito la vecchia polizia stradale di Kiev, completamente rinnovata con nuove uniformi di ispirazione occidentale. Nel settembre 2015, la Zguladze ha dichiarato: "Sono fermamente convinta che i valori occidentali, la democrazia occidentale e le aspirazioni occidentali siano la via per la Georgia... e per l'Ucraina".
L'11 maggio 2016 Zguladze si è dimessa da primo vice ministro per guidare un gruppo ad hoc di consiglieri del ministro degli interni. In seguito ha rinunciato alla cittadinanza ucraina ed è diventata nuovamente cittadina della Georgia.

## Vita privata
Oltre al georgiano nativo, la Zguladze parla russo e inglese. Si è sposata una prima volta con Gega Palavandishvili. Il suo secondo marito, che ha sposato nel 2011, è il giornalista e regista francese Raphaël Glucksmann (nato nel 1979), figlio del filosofo e scrittore francese André Glucksmann ed ex consigliere dell'ex presidente Saakashvili dal 2008 al 2012. La coppia ha un figlio nato nel 2011. In seguito hanno divorziato.